# Elof Nilsson
Elof Nilsson (i riksdagen kallad Nilsson i Kattleberg), född 15 november 1844 i Rommele, Älvsborgs län, död 26 oktober 1917 på Kattleberg Östergård, Skepplanda församling, Älvsborgs län, var en svensk lantbrukare och riksdagsman.
Nilsson var från 1866 lantbrukare på en gård som idag omtalas som Kattleberg Bruket, där den gamla landsvägen korsar Grönån en knapp kilometer nordöst om tätorten Älvängen i nuvarande Ale kommun. Han var nämndeman, ledamot i ägodelningsrätten, kommunalordförande i Skepplanda landskommun och landstingsman. Från 1895 till 1908 representerade han Vättle, Ale och Kullings domsagas valkrets i riksdagens andra kammare. Han var suppleant i Bankoutskottet 1902 och 1904–1908. I riksdagen skrev han sex egna motioner, om ändringar i bankoreglementet vad gäller avbetalningslån, om äganderätten till båtssoldattorp och om kostnaderna för reglering av vattentillgången i strömdrag.

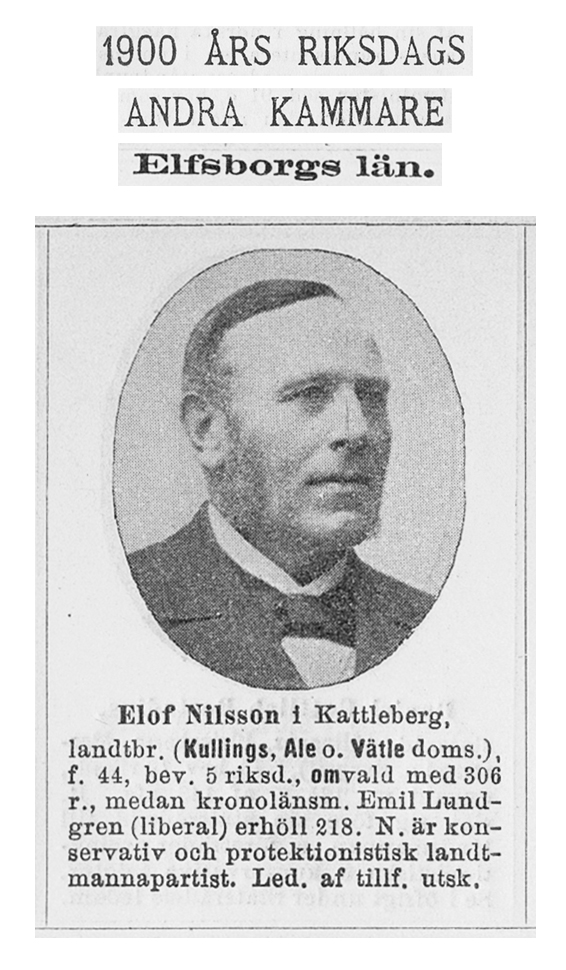
1900 års riksdag
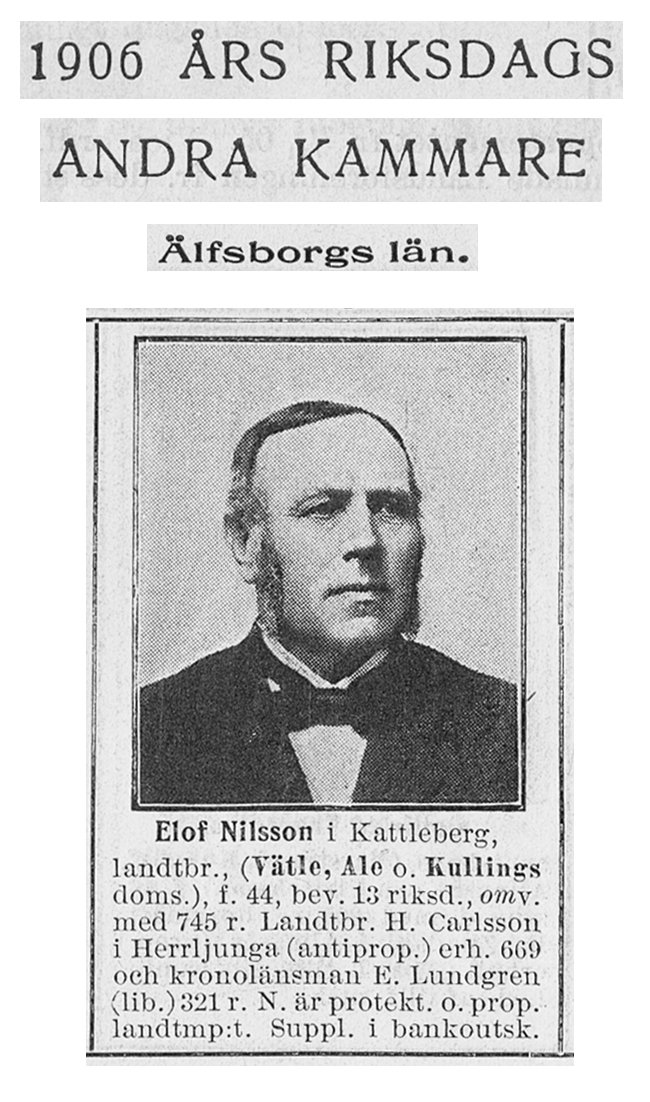
1906 års riksdag

## Fotnoter
1. 1 2 3 4 5 6 7 8  Tvåkammar-riksdagen 1867–1970, vol. 4, 1985, s. 258, Svenskt porträttarkiv: sj9PGLAlnmUAAAAAABgZhg, läst: 20 april 2022.[källa från Wikidata]
2. 1 2 3  Albin Hildebrand, Svenskt porträttgalleri : XXV:2. Riksdagens andra kammare 1867-1904, 1905, s. 237, läs onlineläs online, läst: 20 april 2022.[källa från Wikidata]
3. ↑  Sveriges Dödbok 1901–2009, DVD-ROM, Version 5.00, Sveriges Släktforskarförbund (2010).
4. ↑  Se till exempel Kjell-Åke Kjellberg: Älvängen - ängarna vid älven 1823–1990, där Nilsson omtalas på sida 31.
5. ↑  Riksdagsdokument CV2O130 /   - Motion 1898:130 Andra kammaren , 28 januari 1898   - Af herrar P. Andreasson och E. Nilsson i Kattleberg, om ändring i bankoreglementets föreskrifter angående afbetalningslån.
6. ↑  Riksdagsdokument CY2O71 /   - Motion 1901:71 Andra kammaren , 26 januari 1901   - Af herr E. Nilsson i Kattleberg, om skrifvelse till Köngl. Maj:t med begäran om utredning, huruvida båtmans- och soldattorpen ursprungligen varit förlagda å kronoallmänning, m. m.
7. ↑  Riksdagsdokument D12O48 /   - Motion 1904:48 Andra kammaren , 25 januari 1904   - Af herr E. Nilsson i Kattleberg, om skrifvelse till Kungl. Maj:t angående kostnaderna för reglering af vattentillgången i strömdrag.